# Lepidosperma rostratum
Lepidosperma rostratum là loài thực vật có hoa trong họ Cói. Loài này được S.T.Blake mô tả khoa học đầu tiên năm 1950.